# Epaphus
Epaphus (Oudgrieks: Ἔπᾰφος) is in de Griekse mythologie een zoon van de god Zeus en Io. Hij is aan de Nijl geboren en wordt koning van Egypte. Hij was getrouwd met Memphis, de dochter van Nilus of Cassiopeia. Het paar had drie dochters: Libya, Lysianassa en Thebe.